# Bátin
A bátin (arab: باطن ) az iszlám vallás fogalma, a jelentése "belső", "rejtett" tartalom, szemben a "külső", "nyilvánvaló" dolgokkal (záhir). Például a Koránnak van egy rejtett jelentése a nyilvánvaló külső jelentésen kívül. A szúfik úgy hiszik, az egyénhez is tartozik bátin, a lelkek világában. Ez a belső való a szellemi vezető segítségével megtisztulva felemelkedhet.  Allah Al-bátin attribútuma, a Rejtett, nem látható és mégis mindenütt létezik.
A mozlimok különböző csoportjai úgy hiszik, a bátint csak ezoterikus tudással rendelkező személy tudja értelmezni. A síiták számára ez a személy az imám.

## Fordítás
Ez a szócikk részben vagy egészben  a   Batin (Islam) című angol Wikipédia-szócikk ezen változatának fordításán alapul.  Az eredeti cikk szerkesztőit annak laptörténete sorolja fel. Ez a jelzés csupán a megfogalmazás eredetét és a szerzői jogokat jelzi, nem szolgál a cikkben szereplő információk forrásmegjelöléseként.